# Trung tâm lịch sử của Lima
Trung tâm lịch sử của Lima là một di sản thế giới được UNESCO công nhận từ năm 1988. Mặc dù bị tàn phá nặng nề bởi động đất nhưng thành phố được mệnh danh là "Thành phố của các vị vua" này cho đến giữa thế kỷ 18 vẫn là thủ đô và thành phố quan trọng nhất thời kỳ thuộc địa Tây Ban Nha ở Nam Mỹ. Nhiều tòa nhà của nó chẳng hạn như Tu viện São Francisco là kết quả của văn hóa kiến trúc của người bản địa và những người định cư ở Cựu Thế giới. Trung tâm lịch sử của Lima là một trong những địa điểm du lịch được ghé thăm nhiều nhất ở Peru.

## Lịch sử
Thành phố Lima, thủ đô của Peru, được thành lập bởi Francisco Pizarro vào ngày 18 tháng 1 năm 1535 và được đặt tên là "Thành phố của các vị vua". Tuy nhiên cái tên ban đầu của nó có thể bắt nguồn từ tiếng Aymara  lima-limaq (có nghĩa là "hoa vàng"), hoặc cách phát âm tiếng Tây Ban Nha của từ rimaq trong tiếng Quechuan.
Lima được thành lập vào ngày 5 tháng 1 năm 1535. Thành phố có vai trò quan trọng ở "tân thế giới"  từ năm 1542, khi Charles V là người cai quản Lima. Đến đầu thế kỷ 18, thành phố đã thoát khỏi sự cai trị thuộc địa của Tây Ban Nha.

## Trung tâm lịch sử
Trung tâm lịch sử của Lima là bằng chứng cho sự phát triển kiến trúc đô thị thuộc địa Tây Ban Nha, có tầm quan trọng về kinh tế, chính trị, văn hóa ở Peru nói riêng và Mỹ Latinh nói chung. Với rất nhiều các quảng trường, các nhà thờ, tu viện, cung điện và các tòa nhà thế kỷ 17, 18. Các công trình mang đậm lối kiến trúc kết hợp giữa Hispano và Baroque.
Tòa nhà nổi bật nhất ở Lima chính là San Francisco de Lima, một tu viện thời kỳ thuộc địa Tây Ban Nha. Cùng với Santa Catalina de Arequipa, đây là một trong hai công trình kiến trúc được bảo tồn tốt nhất cho đến ngày nay.
Ngoài ra, trung tâm lịch sử Lima có rất nhiều các công trình lịch sử như:
- Quảng trường San Martín
- Tổ hợp nhà thờ San Francisco, La Soledad và El Milagro
- Plaza de Armas (bao gồm nhà thờ Sagrario, các nhà nguyện của Tổng Giám mục)
- Plaza de la Vera Cruz
- Santo Domingo và San Augustin
- Cổng Callao
- Đại học San Marcos (xây dựng từ năm 1551)
- Torre Tagle
- Casa Courret (thế kỷ 19)

## Hình ảnh

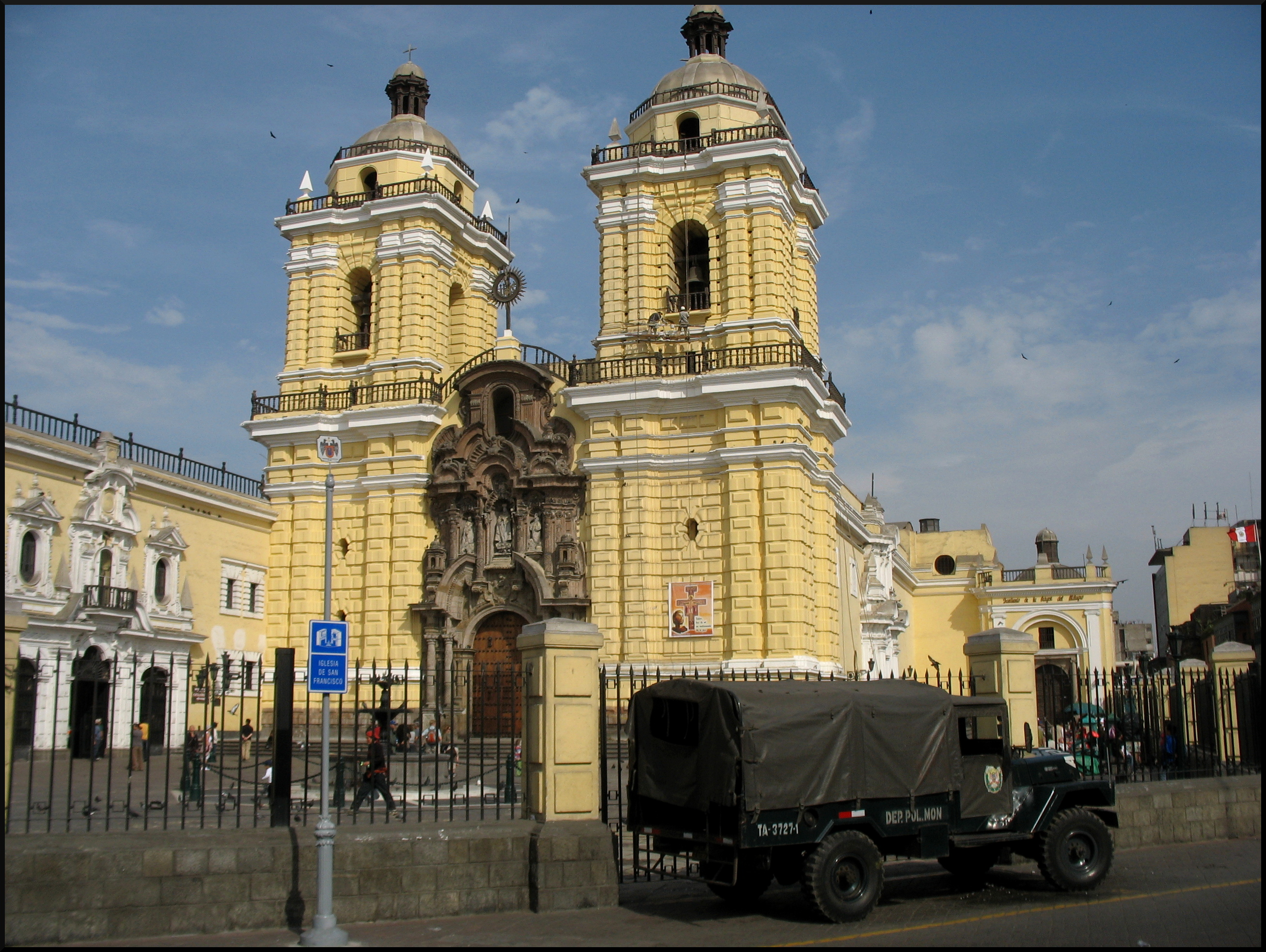
Nhà thờ San Francisco de Lima
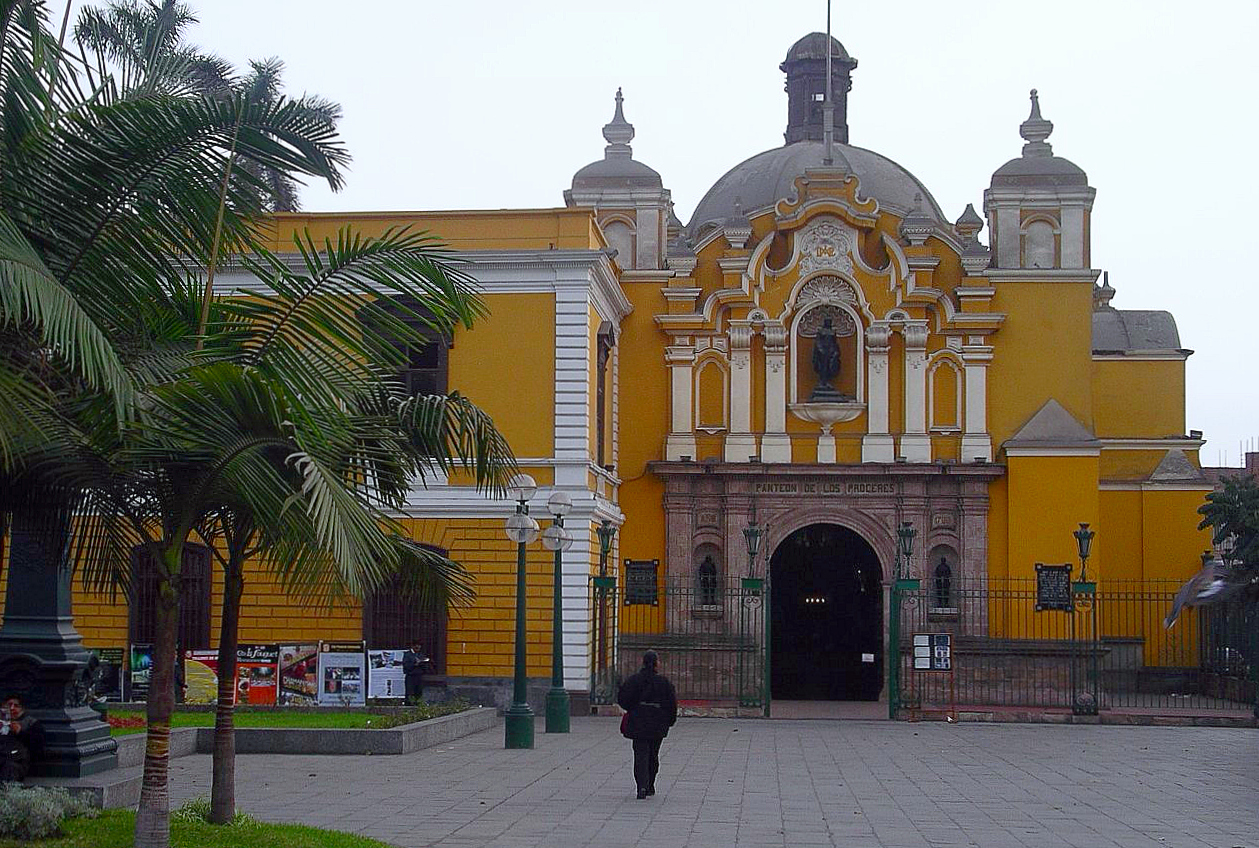
Đại học San Marcos
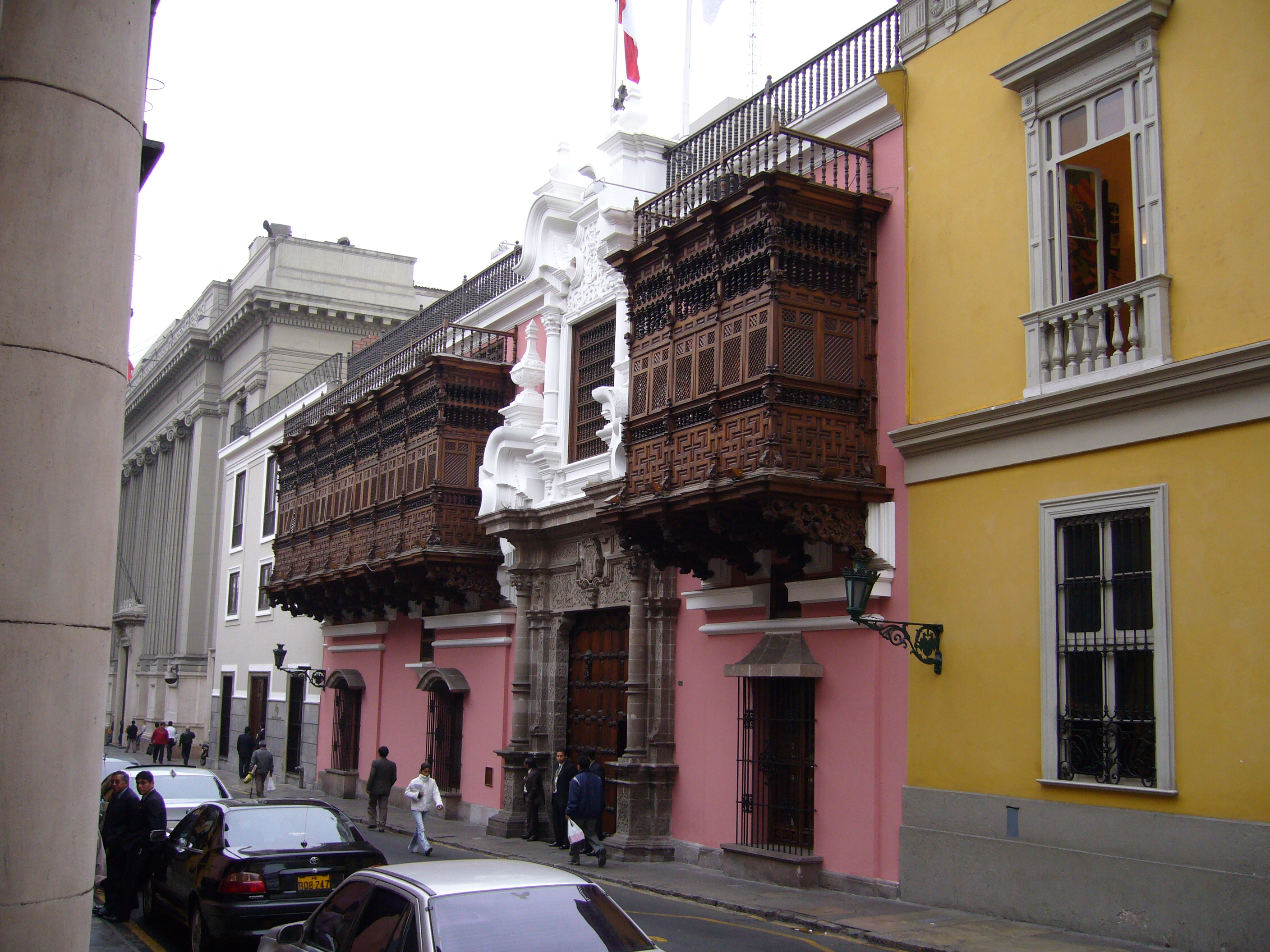
Cung điện Torre Tagle
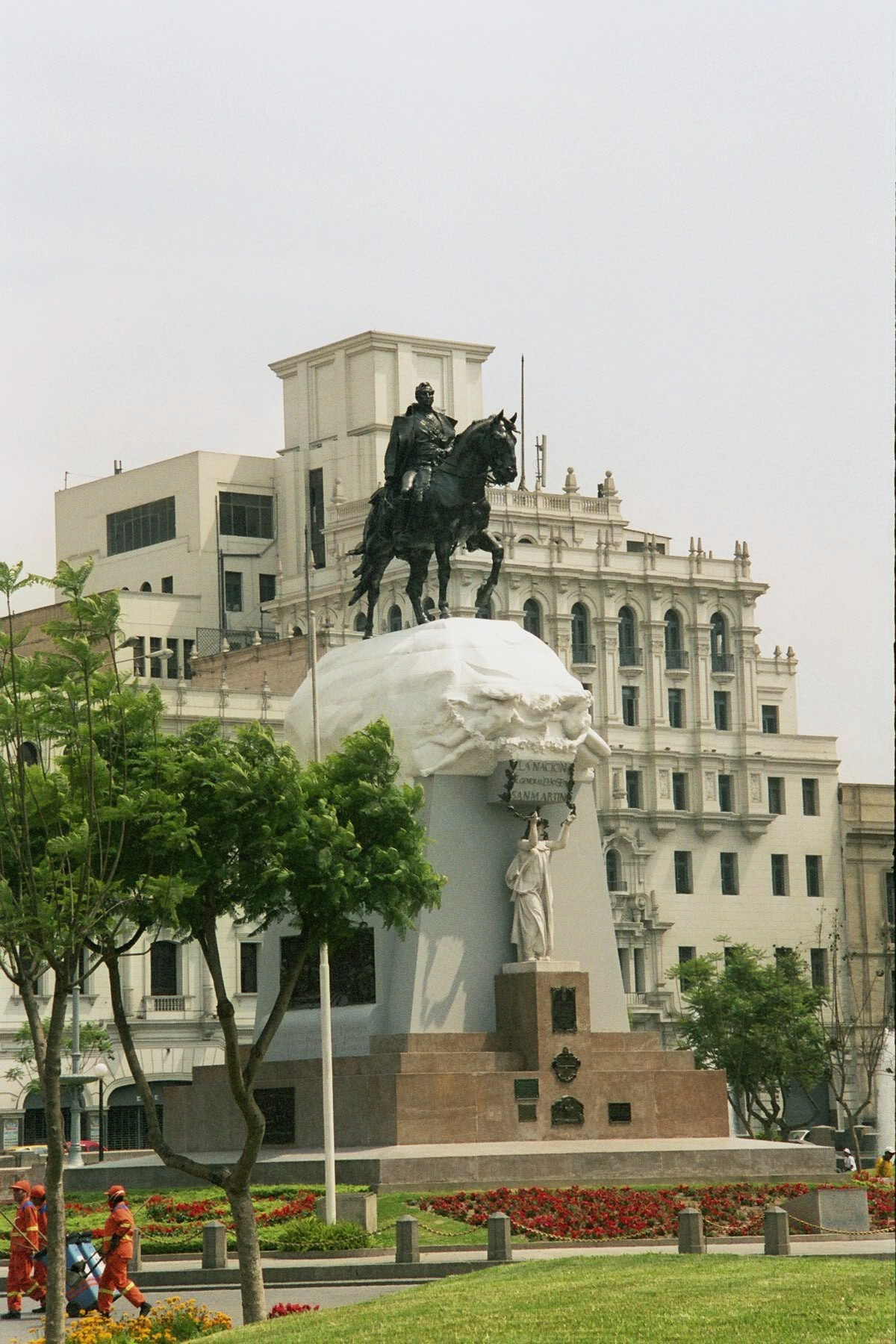
Quảng trường San Martín